# Prinsjesdag

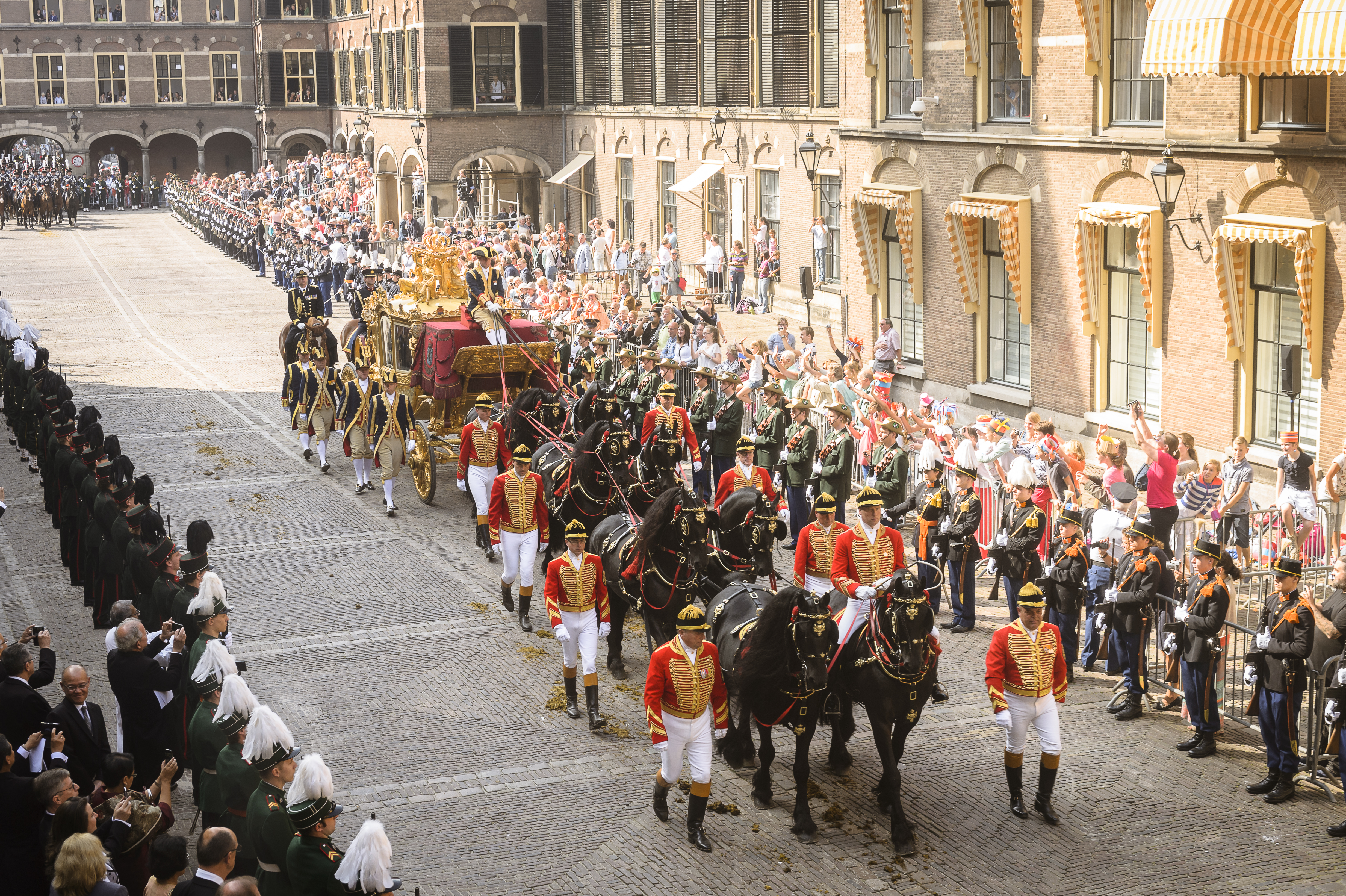
La Carroza real en el Prinsjesdag, 2014

El Prinsjesdag (en neerlandés: Día de los príncipes)  es un día importante en la vida política neerlandesa que se celebra anualmente el tercer martes de septiembre. En ese día, los Estados Generales se reúnen en sesión conjunta  ante el trono, en el que soberano pronuncia el discurso del trono (en neerlandés: Troonrede) que es escrito por el primer ministro y su gabinete.  En este discurso, que se realiza en el Ridderzaal o Sala de los Caballeros de La Haya, ante senadores y diputados reunidos conjuntamente, el  gobierno, por medio del rey, anuncia la política que piensa desarrollar en el año siguiente. 
El Prinsjesdag es una jornada muy protocolaria. Por la mañana, las calles de La Haya se preparan para recibir el desfile real. El rey, actualmente Guillermo Alejandro, parte del palacio Noordeinde en una carroza dorada y recorre las calles de la ciudad  hasta la Sala de los Caballeros. El ministro de Hacienda marcha a continuación con una maleta con la inscripción "Derde Dinsdag in September" (3º martes de septiembre). Esta maleta contiene los presupuestos que el ministro presentará a la segunda cámara de los Estados Generales.

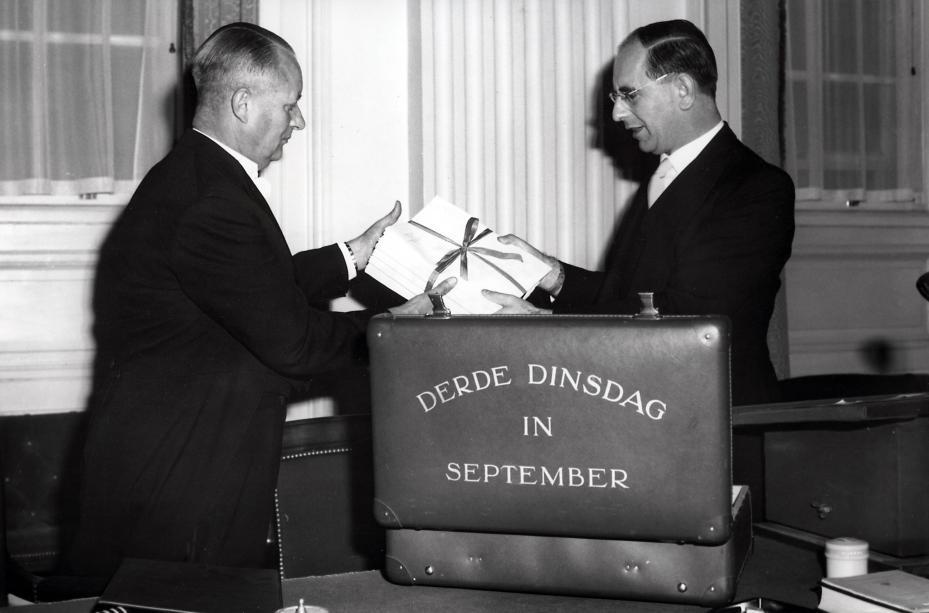
Jan Willem de Pous, ministro de Hacienda, con la maleta del presupuesto después de la apertura de los Estados Generales, el 18 de septiembre de 1962.

El evento está prescrito por la constitución del país en su artículo 65, que afirma:
"Una exposición sobre la política a  seguir por el Gobierno será dada por éste  en nombre del Rey ante una sesión conjunta de las dos cámaras de los Estados Generales, que será realizada todos los años el tercer martes de septiembre o en fecha anterior, que podrá ser  establecida por ley del Parlamento"

El presidente de Senado de los Países Bajos preside la sesión conjunta. Poco antes de las 13:00 horas,  abre la reunión y, enseguida, nombra un número de personas entre los miembros de ambas cámaras para escoltar al monarca  y a su séquito.
En esa ocasión, los miembros masculinos  del Parlamento usan sus trajes más formales,  mientras que las señoras diputadas compiten entre ellas luciendo  los sombreros  más extravagantes.

## Presentación de los presupuestos
La Constitución  neerlandesa indica también que este es el día en el que el ministro de Hacienda debe presentar los presupuestos, los cuales son secretos hasta el momento del discurso del monarca, aunque con frecuencia se producen  algunas filtraciones.
Después del almuerzo, el ministro de Hacienda presenta el presupuesto nacional para el año siguiente y su Memorando  (o "Miljoenennota") a la cámara de los diputados de los Países Bajos. Se inicia enseguida un ciclo de debates parlamentarios sobre  dicho presupuesto. Es el momento más importante para la política parlamentaria, pues los diputados pueden alterar el presupuesto para financiar planes específicos.

## Historia

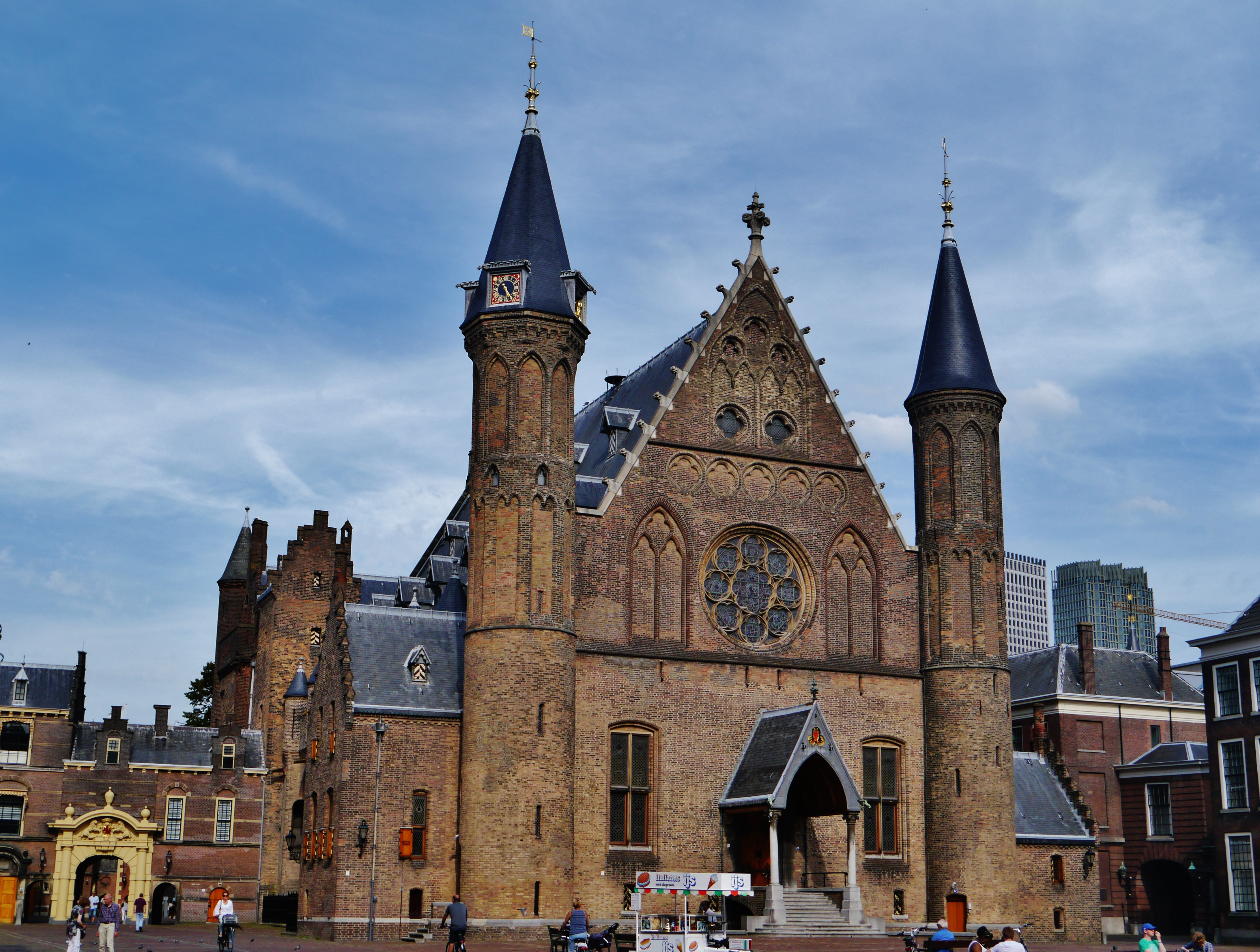
Ridderzaal en La Haya, Países Bajos

En el siglo XVIII, el Prinsjesdag era la fiesta más popular del país, y se conmemoraba cada 8 de marzo el  aniversario del  príncipe Guillermo V.
Entre 1780 y 1797 — conocida como la Era de los Patriotas (ver República Bátava) — el día era usado para efectuar demostraciones de lealtad a la Casa de Orange, siendo esa una de las explicaciones del origen del nombre de la ceremonia de apertura del  Parlamento.

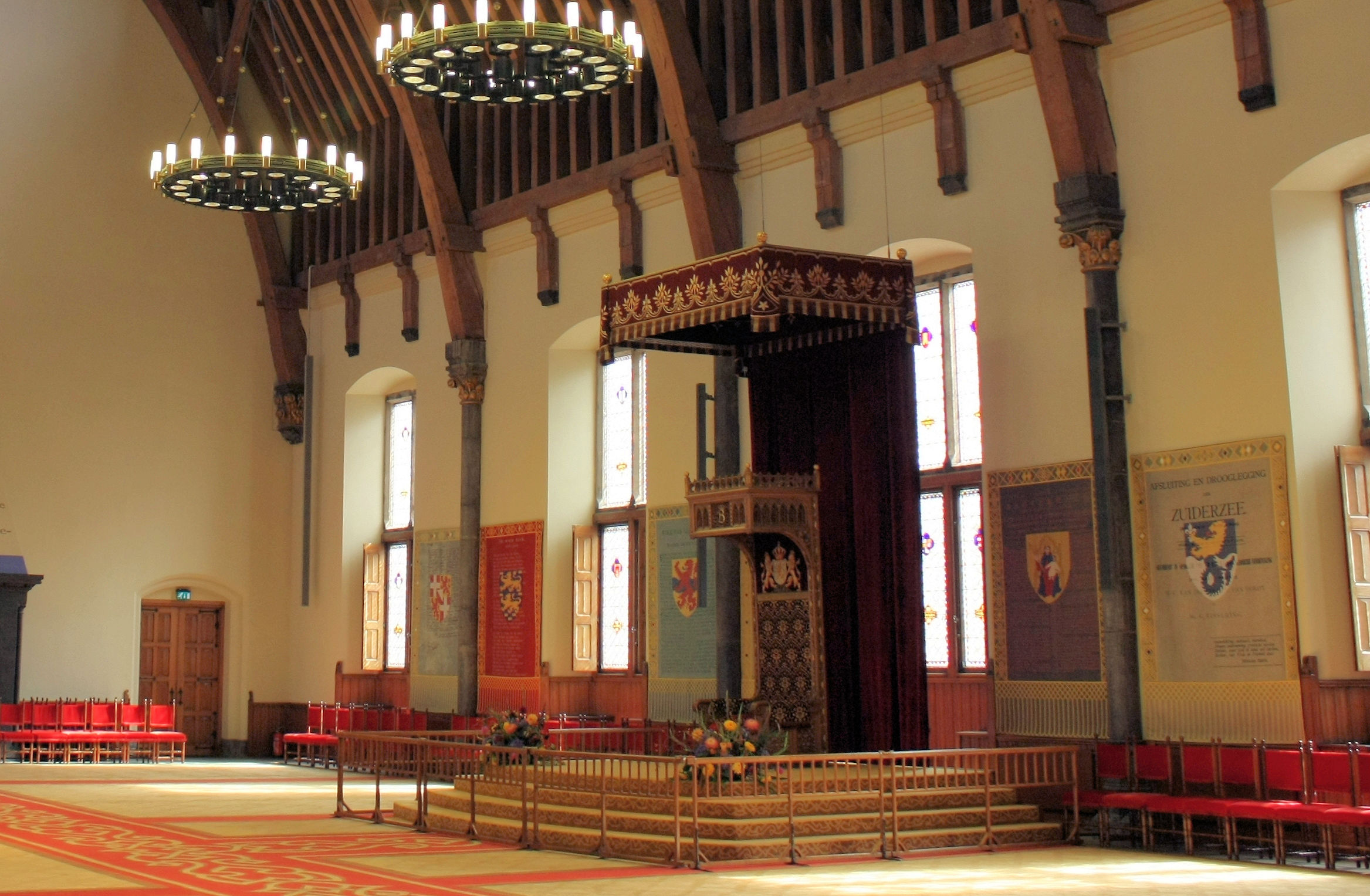
Trono de los monarcas de los Países Bajos en el Ridderzaal La Haya

Históricamente, la Constitución declaró que la apertura del parlamento debería tener lugar en fecha a determinar.  En la primera mitad del siglo XIX, la apertura del parlamento se efectuaba el primer lunes de noviembre, aunque  enseguida se trasladó al tercer lunes de octubre; pero en 1848,debido a una revisión constitucional relativa a los presupuestos anuales, era necesario más tiempo para debatir el presupuesto, de modo que la fecha fue anticipada al mes de septiembre. Entonces, el lunes fue considerado inadecuado, pues muchos parlamentarios residentes en lugares distantes de La Haya, debían  dejar sus casas el domingo para llegar a tiempo a la ceremonia, por lo que en 1887 una reforma del Prinsjesdag fijó la fecha en el tercer martes de septiembre.
A lo largo de los años de 1815 a 1904, el discurso del trono fue realizado en la sala de reuniones de la Cámara de los Diputados, pero fue transferido de nuevo a la Sala de los Caballeros (Ridderzaal), tras una extensa  restauración del  edificio que tuvo lugar a comienzos del siglo XX.